# Armée de l’air et de l’espace
Armée de l’air – siły powietrzne i kosmiczne, jeden z rodzajów sił zbrojnych Francji, pierwsze zorganizowane siły powietrzne na świecie, których zalążek powstał w 1909 roku, poprzez zakup kilku samolotów dla armii i powstanie pierwszej placówki wojskowej w Vincennes. Od 1912 roku znane jako Aéronautique Militaire.

## Historia
Początkowo podporządkowane były armii lądowej. Pod nazwą Armée de l’air, jako rodzaj francuskich sił zbrojnych, powstały w 1934 roku.
Historia lotnictwa powojennego dzieli się na trzy etapy. Pierwszym była powojenna odbudowa przemysłu, infrastruktury i tworzenia samolotów. Drugi etap rozpoczęty w latach sześćdziesiątych miał za zadanie tworzenie potęgi militarnej, a trzeci od lat dziewięćdziesiątych modernizację. Wprowadzono nowy myśliwiec Rafale, bezzałogowe samoloty, nowe systemy komunikacji. Ulepszono pozostałe konstrukcje i wycofano zużyty i przestarzały sprzęt. Wprowadzono bazową obsługę techniczną samolotów, zamiast dywizjonowej.
Program "Armées 2000" zmienił strukturę regionów lotniczych. Państwo francuskie podzielone było na trzy regiony: Region Północno-Wschodni, Region Morza Śródziemnego i Region Atlantycki. W ramach reformy od lipca 2000 roku powołano: Region Północny i Region Południowy.
Maszyny Rafale wyparły samoloty Mirage F1, Jaguar, Mirage 2000C, Mirage IV oraz F-8, Super Etendard i Etendard IVP.
W 2006 roku zmieniono oznaczenia samolotów. Dotychczasowo wskazywały one na przynależność do eskadry i dywizjonu. Np. 2-EF oznacza 2 pułk 1 dywizjonu "Cigonges" (E). Kolejna litera oznaczać miała samolot w dywizjonie według ICAO. Obecnie numer poprzedzający przynależność eskadry został zmieniony na numer bazy lotniczej, który jest każdorazowo zmieniany w przypadku przebazowania.
Francuska doktryna odstraszania, nie zmieniła swoich głównych celów od 1964 roku, a jedynie zmieniono cele strategiczne ze względu na zakończenie okresu zimnej wojny. Głównym zadaniem jest obrona niepodległości, zapewnienie spokoju i obrona interesów Francji.
Od 2008 roku weszła w życie reforma organizacyjna, w ramach której zlikwidowano 12 baz lotniczych, zmniejszono liczbę dowództw z 14 do 7.
W 2010 zlikwidowano regiony lotnicze, zastępując je dowództwami.
Bazują one na samolotach własnej produkcji, a także po części na samolotach hiszpańskich, amerykańskich i brazylijskich. Obecnie dysponują największym w Europie potencjałem bojowym (także marynarka posiada własne myśliwce) oraz są drugimi po Royal Air Force pod względem całościowego potencjału.
W 2010 roku rząd USA i Direction Générale de l'Armement (DGA, francuska agencja ds. uzbrojenia) zawarły w ramach programu Foreign Military Sale porozumienie w sprawie modernizacji samolotów wczesnego ostrzegania i kierowania (AWACS) Boeing E-3F Sentry do standardu E-3F+. Wszystkie maszyny dostarczono w latach 2014–2016.
W listopadzie 2014 roku zakupiono 8 samolotów transportowo-tankujących Airbus A330MRTT.
22 grudnia 2015 zakupiono od Airbus Helicpoters 7 sztuk śmigłowców szturmowych Tiger HAD.
W dniu 30 grudnia 2016 roku francuska agencja ds. zakupów wojskowych (DGA) podpisała ze szwajcarskim przedsiębiorstwem Pilatus Aircraft kontrakt w sprawie nabycia 17 turbośmigłowych samolotów szkolnych PC-21 będą one używane w jednostkach Armee de l’Air do szkolenia pilotów wojskowych.

## II poziomy dowodzenia
Francuskie siły powietrzne zbudowane są na zasadzie oddzielnej odpowiedzialności za rozkazy obejmujące działania zbrojne, rozkazy operacyjne oraz rozkazy o charakterystyce logistycznej.

## Bazy wojskowe

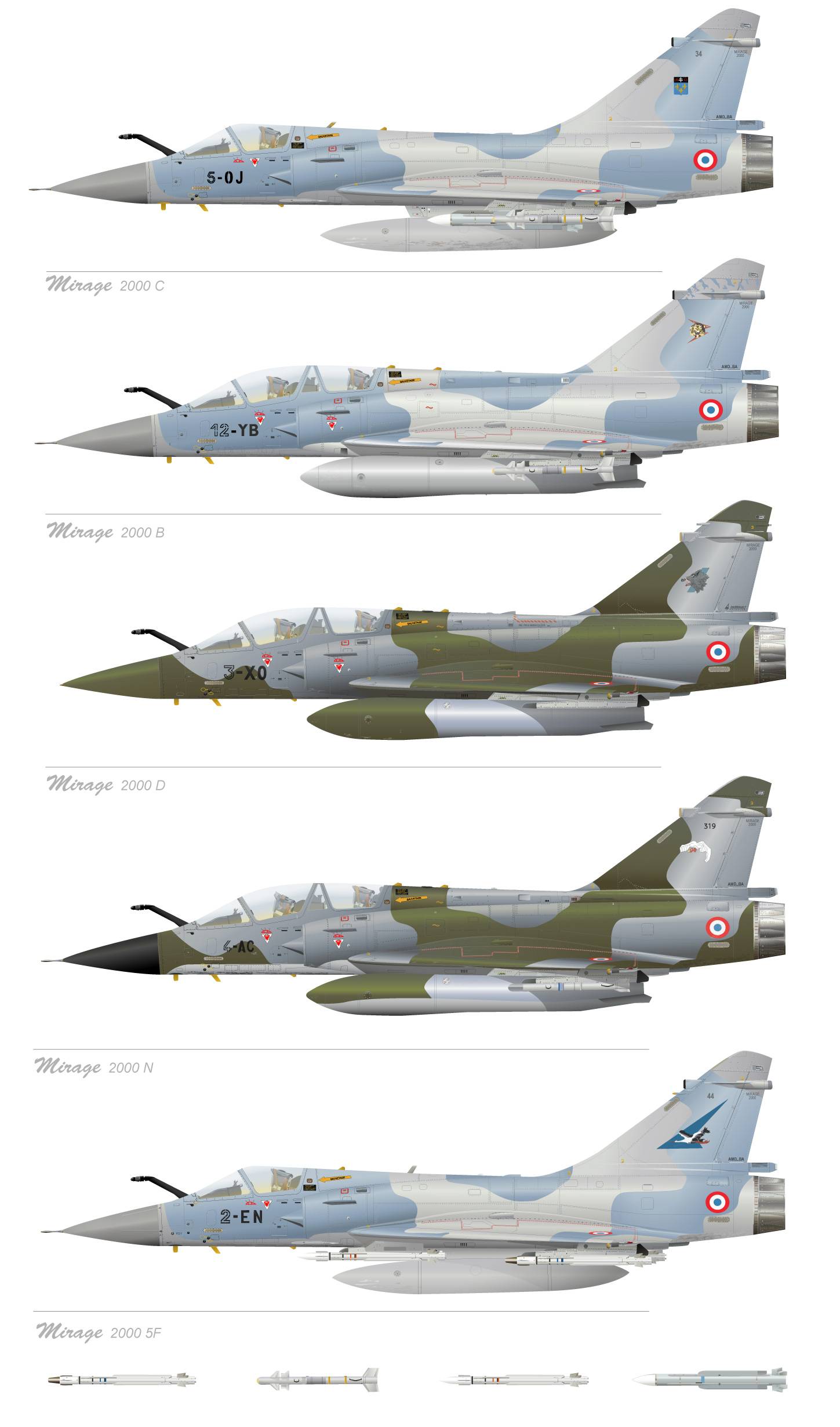
Samoloty Mirage 2000

Baza Lotnicza (BL) jest podstawowym miejscem stacjonowania bojowych sił powietrznych. Dowódca bazy rozporządza wszystkimi samolotami które tam stacjonują oraz około 600-3500 ludźmi. Do zadań dowódcy należy nadzór nad wykonywaniem rozkazów. Siły powietrzne zorganizowane są na zasadzie sił szybkiego reagowania, zarówno w kraju jak i za granicą, co pozwala na tworzenie baz poza granicami Francji, a także w jej departamentach i terytoriach zamorskich.

### Rozmieszczenie eskadr bojowych
- 102 BL Dijon
  - 1/2 esk. "Cigognes" (Mirage 2000-5)
  - 2/2 esk. "Cote d’Or" (Mirage 2000-5)
- 103 BL Cambrai
  - 1/12 esk. "Cambresis" (Mirage 2000C RDI)
  - 1/12 esk. "Picardie" (Mirage 2000C RDI)
- 112 BL Reims
  - 1/33 esk. "Belfort" (Mirage F1 CR)
  - 2/33 esk. "Savoie" (Mirage F1 CR)
- 113 BL Saint-Dizier
  - 1/7 esk. "Provence" (Rafale B/C)
- 115 BL Orange
  - 2/5 esk. "Ile de France" (Mirage 2000B/C RDI)
- 116 BL Luxeuil
  - 881/4 esk. "Douphine" (Mirage 2000N)
  - 2/4 esk. "Lafayette" (Mirage 2000N)
- 118 BL Mont-de-Marsan
  - 2/30 esk. "Normandie-Niemen" (Rafale F3)
- 132 BL Colmar
  - 1/30 esk. "Alsace" (Mirage F1 CT)
  - 2/30 esk. "Normandie-Niemen" (Mirage F1 CT)
- 133 BL Nancy
  - 1/3 esk. "Navarre" (Mirage 2000D)
  - 2/3 esk. "Champagne" (Mirage 2000D)
  - 3/3 esk. "Ardennes" (Mirage 2000D)
- 188 BL Djiboutti
  - 4/33 esk. "Vexin" (Mirage 2000B/C)

## Wyposażenie

### Obecne
| Samolot                                     | Zdjęcie                                          | Producent           | Typ                                                                    | Wersja               | Liczba sztuk        | W służbie           | Uwagi |
| Samoloty myśliwskie                         | Samoloty myśliwskie                              | Samoloty myśliwskie | Samoloty myśliwskie                                                    | Samoloty myśliwskie  | Samoloty myśliwskie | Samoloty myśliwskie | Samoloty myśliwskie |
| ------------------------------------------- | ------------------------------------------------ | ------------------- | ---------------------------------------------------------------------- | -------------------- | ------------------- | ------------------- | --- |
| Rafale B                                    | Dassault Rafale                                  | Francja             | wielozadaniowy 4,5 generacji                                           | Rafale BRafale C     | 5147                | 2006                | W 2007 rozbił się jeden Rafale B. 40 egzemplarzy przystosowana do przenoszenia pocisków atomowych ASMP-A. Dodatkowo, 40 Rafale M używanych jest przez francuską marynarkę wojenną na atomowym lotniskowcu Charles de Gaulle.                                                                                            |
| Mirage 2000D                                | Dassault Mirage 2000                             | Francja             | wielozadaniowy 4 generacjiuderzeniowy / myśliwsko-bombowy              | 2000-5F2000D         | 2665                | 19931995            | Łącznie użytkowanych 91 sztuk. Dodatkowo 8 sztuk wersji 2000C zostało wydzierżawionych. Dodatkowe 7 sztuk wersji 2000B służą jako samoloty szkoleniowe. 48 sztuk przeznaczonych do modernizacji, z czego 36 zmodernizowano (stan na 01.2023). Wszystkie Mirage 2000 mają być docelowo zastąpione przez samoloty Rafale. |
|                                             |                                                  |                     |                                                                        |                      | 200                 |                     | |
| Wczesnego ostrzegania i powietrzne tankowce |                                                  |                     |                                                                        |                      |                     |                     | |
|                                             | Boeing KC-135 Stratotanker                       | Stany Zjednoczone   | tankowiec/transportowy                                                 | C-135FR KC-135R      | 11 3                | 1985                | Płatowce powstały de facto w 1965. Zamówiono dziewięć Airbus A330 MRTT dla ich zastąpienia. |
|                                             | Boeing E-3 Sentry                                | Stany Zjednoczone   | AWACS                                                                  | E-3F+                | 4                   | 1991                | |
|                                             | Transall C-160                                   | Francja             | ELINT                                                                  | C-160G Gabriel       | 2                   | 1989                | |
|                                             | Airbus A330 MRTT                                 | Francja             | tankowiec/transportowy                                                 |                      | 1                   |                     | |
|                                             |                                                  |                     |                                                                        |                      | 20                  |                     | |
| Samoloty transportowe                       |                                                  |                     |                                                                        |                      |                     |                     | |
|                                             | Airbus A310                                      | Francja             | transport pasażerski/medyczny                                          | A310-304             | 3                   | 1994                | |
|                                             | Airbus A340                                      | Francja             | transport pasażerski/medyczny                                          | A340-211             | 2                   | 2006                | |
|                                             | Airbus A400M                                     | Francja             | taktyczny transportowiec                                               | A400M                | 14                  | 2013                | Zamówiono 50. |
|                                             | Lockheed C-130 Hercules                          | Stany Zjednoczone   | taktyczny transportowiec                                               | C-130HC-130H-30      | 7                   | 19871988            | Zamówiono 2 C-130J i 2 KC-130J. |
|                                             | Transall C-160                                   | Francja             | taktyczny transportowiec                                               | C-160R               | 18                  | 1982                | R od Renové. |
|                                             | CASA CN-235                                      | Hiszpania           | lekki transportowiec                                                   | CN-235-200CN-235-300 | 189                 | 19912011            | 1 utracono. |
|                                             | de Havilland Canada DHC-6 Twin Otter             | Kanada              | lekki transportowiec                                                   | DHC-6                | 4                   | 1978                | |
|                                             | Airbus A330                                      | Francja             | transport VIP-ów                                                       | A330-223             | 1                   | 2010                | Samolot prezydenta (F-RARF), wyprodukowany w 1998 dla Swiss, odkupiony od Air Caraïbes, zastąpił 2 A319 CJ (F-RBFA, F-RBFB). |
|                                             | Dassault Falcon 900                              | Francja             | transport VIP-ów                                                       | Falcon 900           | 2                   | 1987                | Falcony 50 i 900 mają być zastąpione przez 4 Falcony 2000LX. |
|                                             | Dassault Falcon 2000                             | Francja             | transport VIP-ów                                                       | 2000LX               | 2                   | 2013                | Zamówiono 4. |
|                                             | Dassault Falcon 7X                               | Francja             | transport VIP-ów                                                       | Falcon 7X            | 2                   | 2009                | |
|                                             | Socata TBM                                       | Francja             | transportowy/VIP                                                       | TBM 700              | 15                  | 1992                | |
|                                             |                                                  |                     |                                                                        |                      | 108                 |                     | |
| Samoloty szkolno-treningowe                 |                                                  |                     |                                                                        |                      |                     |                     | |
|                                             | Dassault Mirage 2000                             | Francja             | szkolenie zaawansowane                                                 | 2000B                | 7                   | 1993                | |
|                                             | Dassault/Dornier Alpha Jet                       | Francja             | szkolenie zaawansowane                                                 | Alpha Jet E          | 18                  | 1979                | |
|                                             | Embraer 121 Xingu                                | Brazylia            | szkolenie podstawowe                                                   | EMB 121              | 23                  | 1982                | |
|                                             | Socata TB                                        | Francja             | szkolenie podstawowe                                                   | TB 30 Epsilon        | 33                  | 1985                | |
|                                             | Pilatus PC-21                                    | Szwajcaria          | szkolenie zaawansowane                                                 |                      | 26                  | 2018                | |
|                                             | Grob G-120A                                      | Niemcy              | szkolenie wstępne                                                      |                      | 18                  | 2007                | Cassidian Aviation Training Services (CATS). |
|                                             | Cirrus SR20                                      | Stany Zjednoczone   | szkolenie wstępne szkolenie nawigatorów                                | SR20 SR22            | 3                   | 2012                | CATS, zamówiono 16 SR20 i 7 SR 22. |
|                                             | Walter Extra 300                                 | Niemcy              | treningowy                                                             | Extra 300SC          | 3                   | 2008                | Grupa akrobacyjna. |
|                                             |                                                  |                     |                                                                        |                      | 155                 |                     | |
| Śmigłowce                                   |                                                  |                     |                                                                        |                      |                     |                     | |
| Puma                                        | Aérospatiale SA 330 PumaEurocopter AS 532 Cougar | Francja             | śmigłowiec transportowy SAR                                            | SA 330AS 332L        | 263                 | 19741980            | |
| Super Couguar                               | Eurocopter EC725 Caracal                         | Francja             | Combat SAR                                                             | EC725R2              | 12                  | 2005                | |
| Super Puma                                  | Eurocopter AS332 Super Puma                      | Francja             | śmigłowiec VIP                                                         | AS 532UL             | 3                   | ?                   | |
|                                             | Eurocopter AS 555 Fennec                         | Francja             | wielozadaniowy                                                         | AS 555AN             | 40                  | 1986                | |
|                                             |                                                  |                     |                                                                        |                      | 84                  |                     | |
| Bezzałogowe aparaty latające                |                                                  |                     |                                                                        |                      |                     |                     | |
|                                             | EADS Harfang                                     | Francja · Izrael    | Taktyczny BSL                                                          | Eagle One            | 4                   | 2008                | |
|                                             | MQ-9 Reaper                                      | Stany Zjednoczone   | Taktyczny BSL                                                          | Eagle One            | 2                   | 2013                | Zamówiono 12. |
| Systemy przeciwlotnicze                     |                                                  |                     |                                                                        |                      |                     |                     | |
|                                             | SAMP/T                                           |                     | naziemny system przeciwlotniczy i antyrakietowy o zasięgu ponad 100 km |                      | 8 baterii           |                     | |
| Suma                                        |                                                  |                     |                                                                        |                      |                     |                     | |
|                                             |                                                  |                     |                                                                        |                      | 606                 |                     | |

Flota rządowa składająca się z: 1 Airbus A330-200, 2 Falcon 7X, 2 Falcon 900, 2 Falcon 50, 7 TBM 700 i 3 Super Puma jest obsługiwana przez eskadrę sił powietrznych ETEC 65 (Escadron de transport, d'entraînement et de calibrage 00.065 ), ale nie podlega dowództwu sił powietrznych, a bezpośrednio Ministerstwu Obrony, dlatego te samoloty mogą być uznawane za odrębne od wyposażenia Armée de l’air.

### Wycofane
Myśliwce/myśliwsko-bombowe

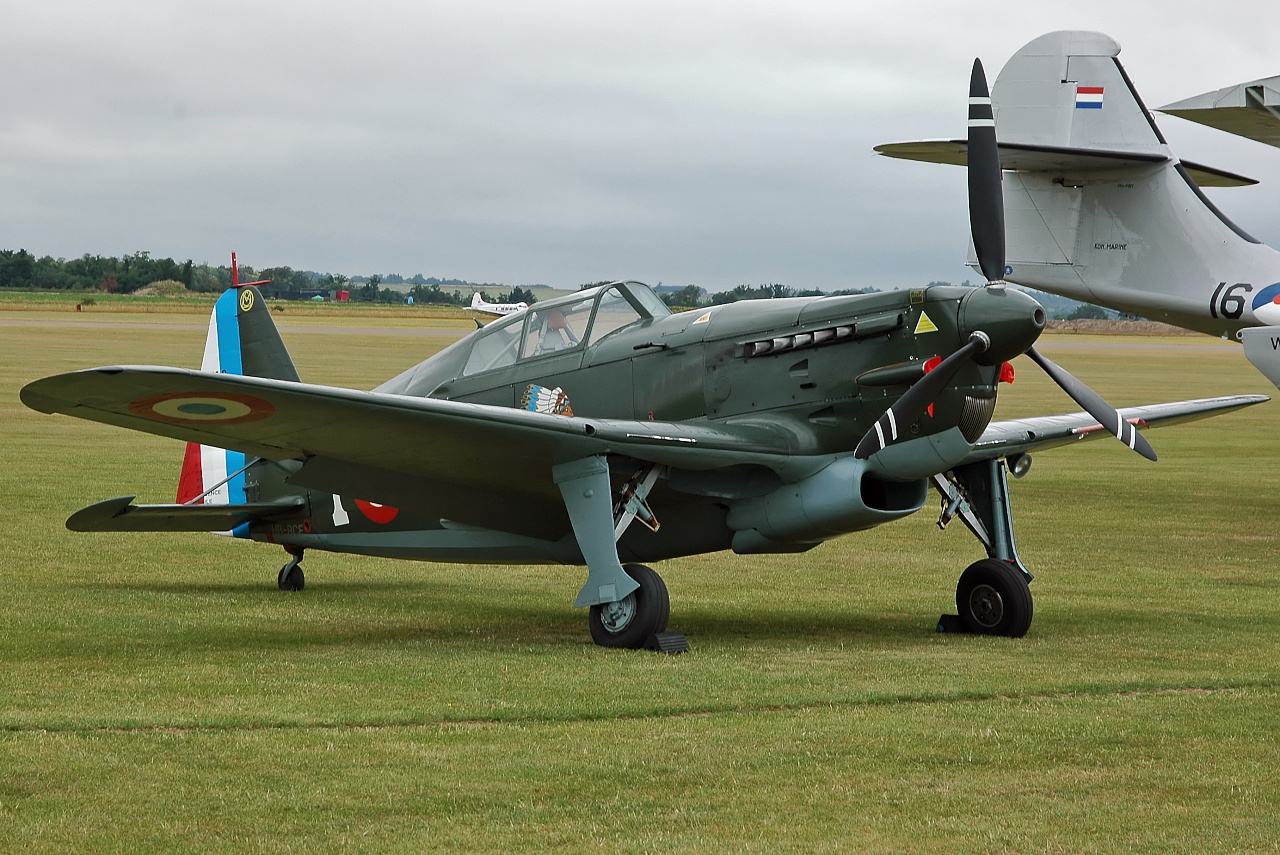
MS.406 był podstawowy myśliwcem Armée de l’air podczas bitwy o Francję.

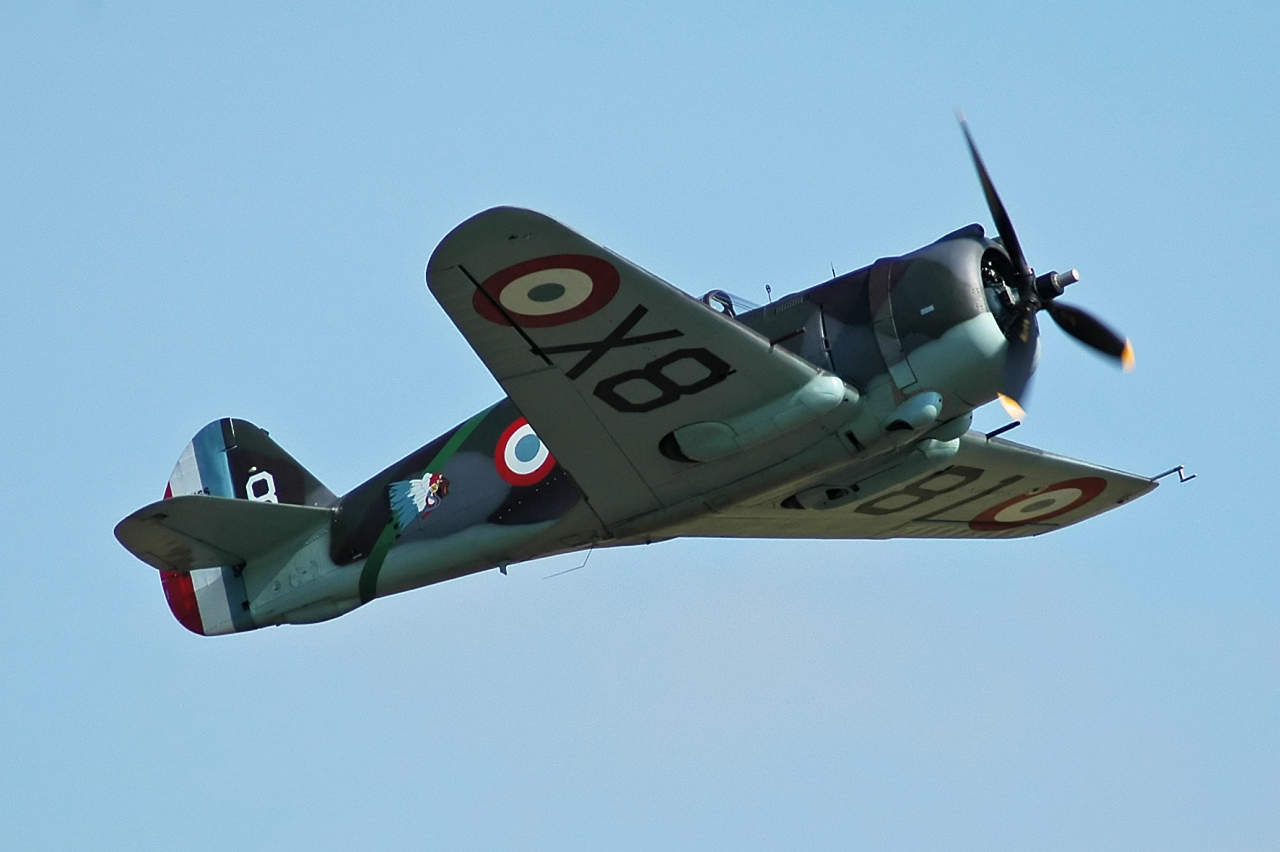
Curtiss H75-C1 i Dewoitine D.520 miały przeciwstawić się Bf 109 Luftwaffe.

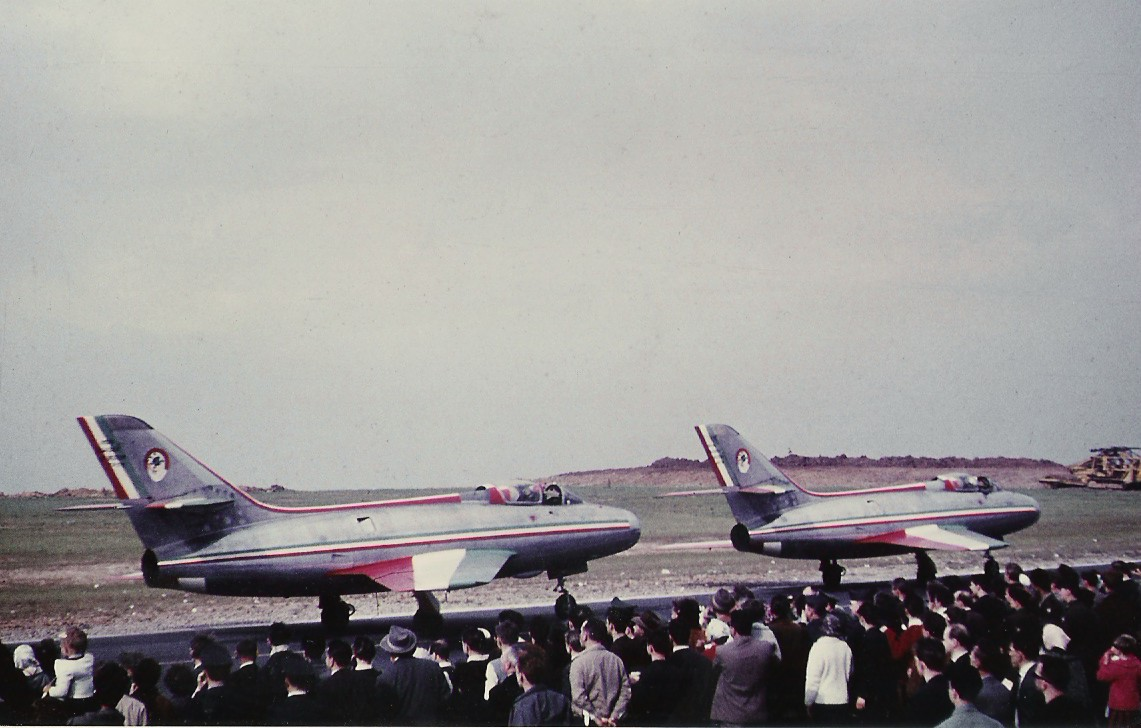
Dassault MD 454 Mystère IV

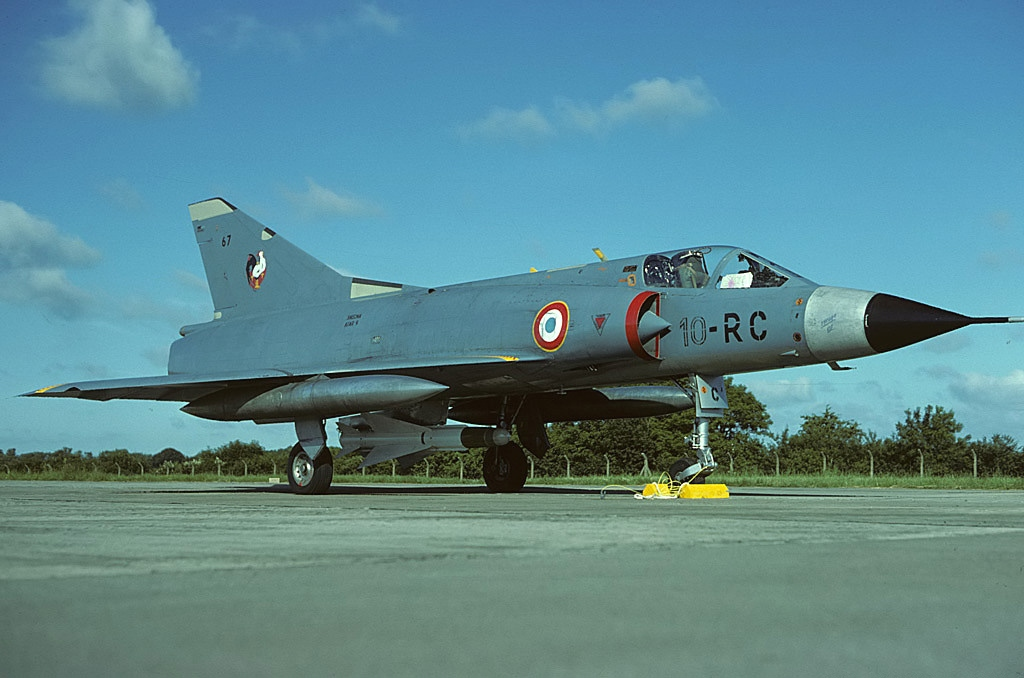
Dassault Mirage III

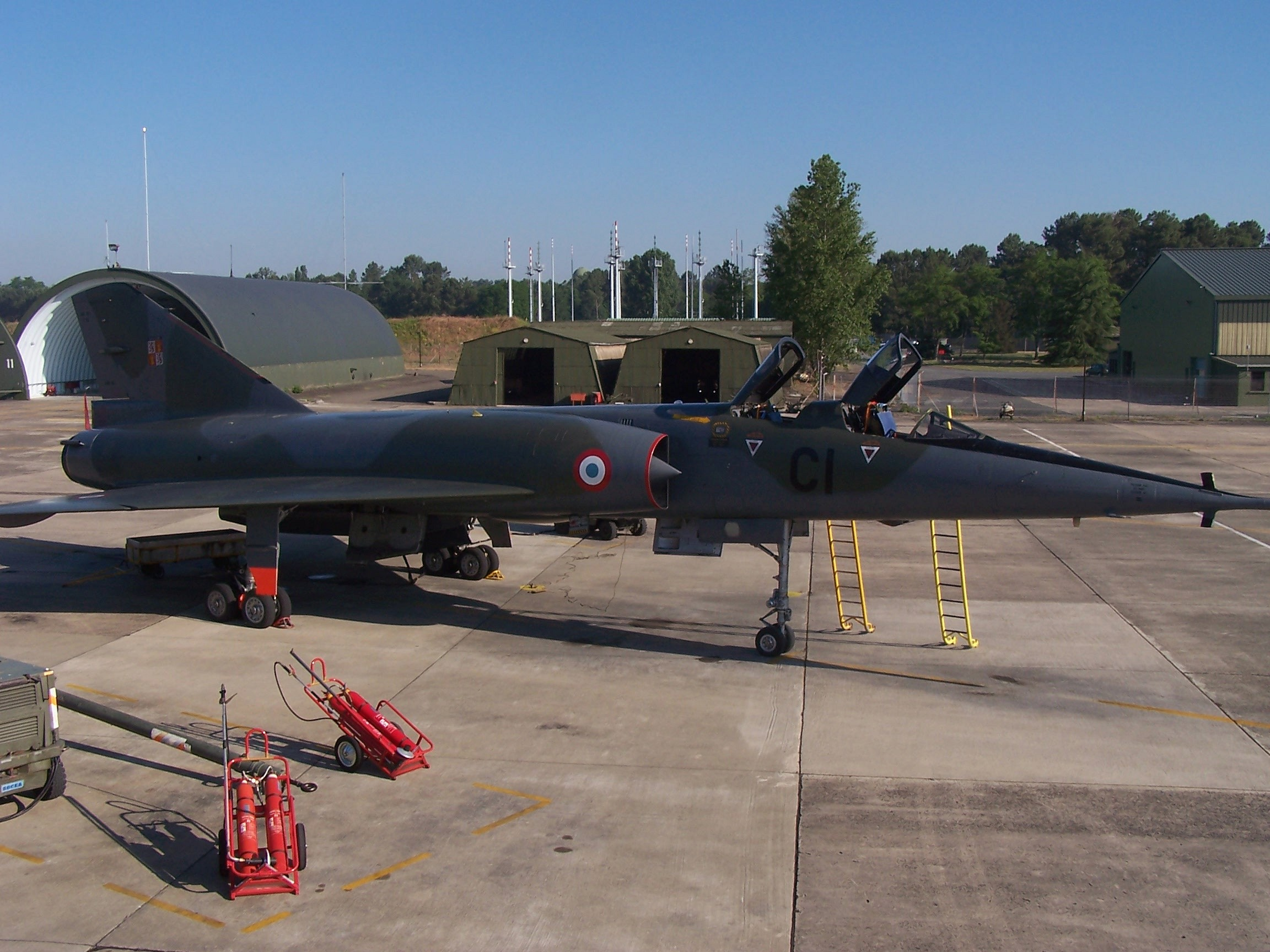
Dassault Mirage IV

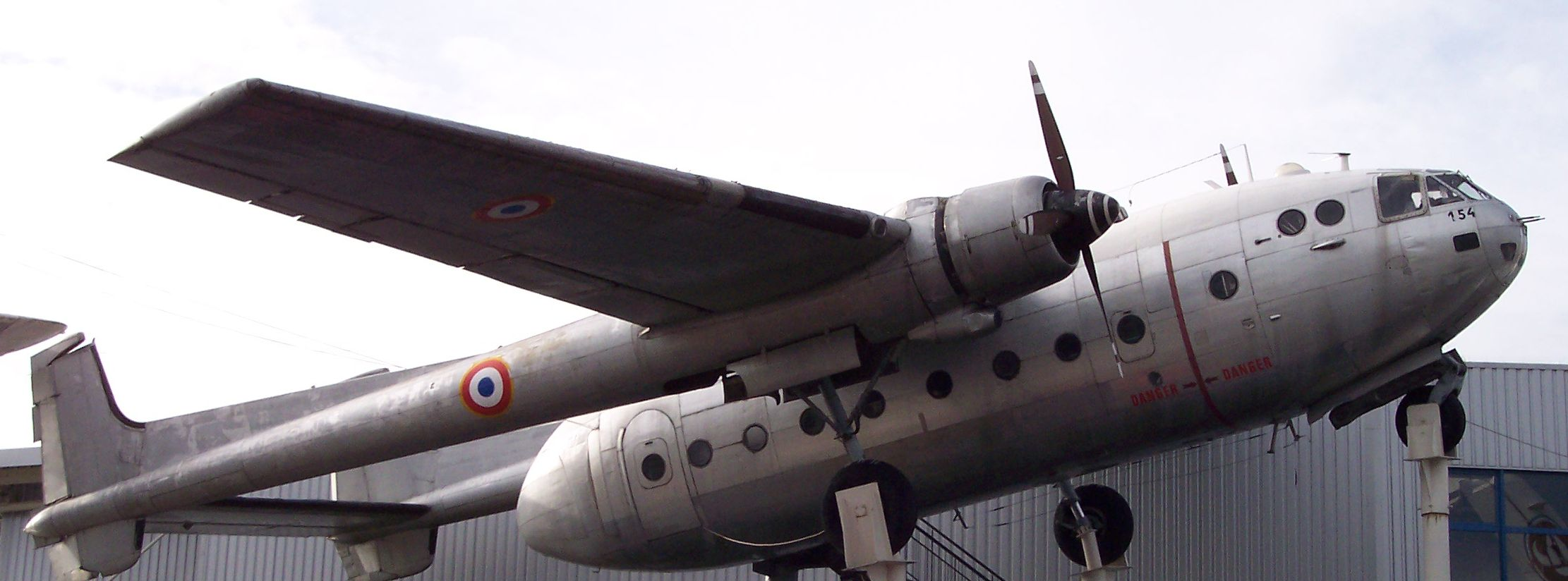
Nord N2501 Noratlas

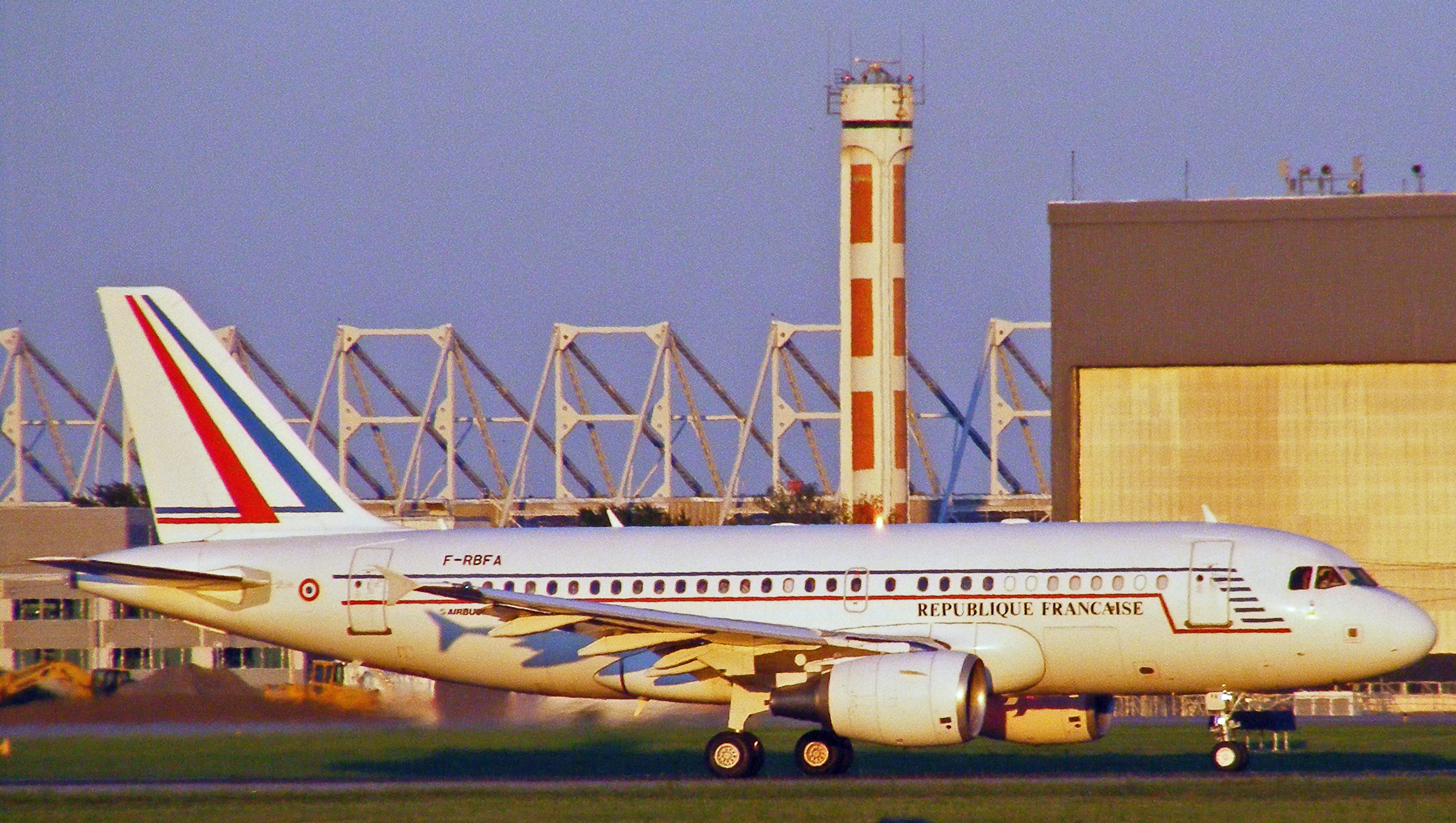
Airbus A319CJ

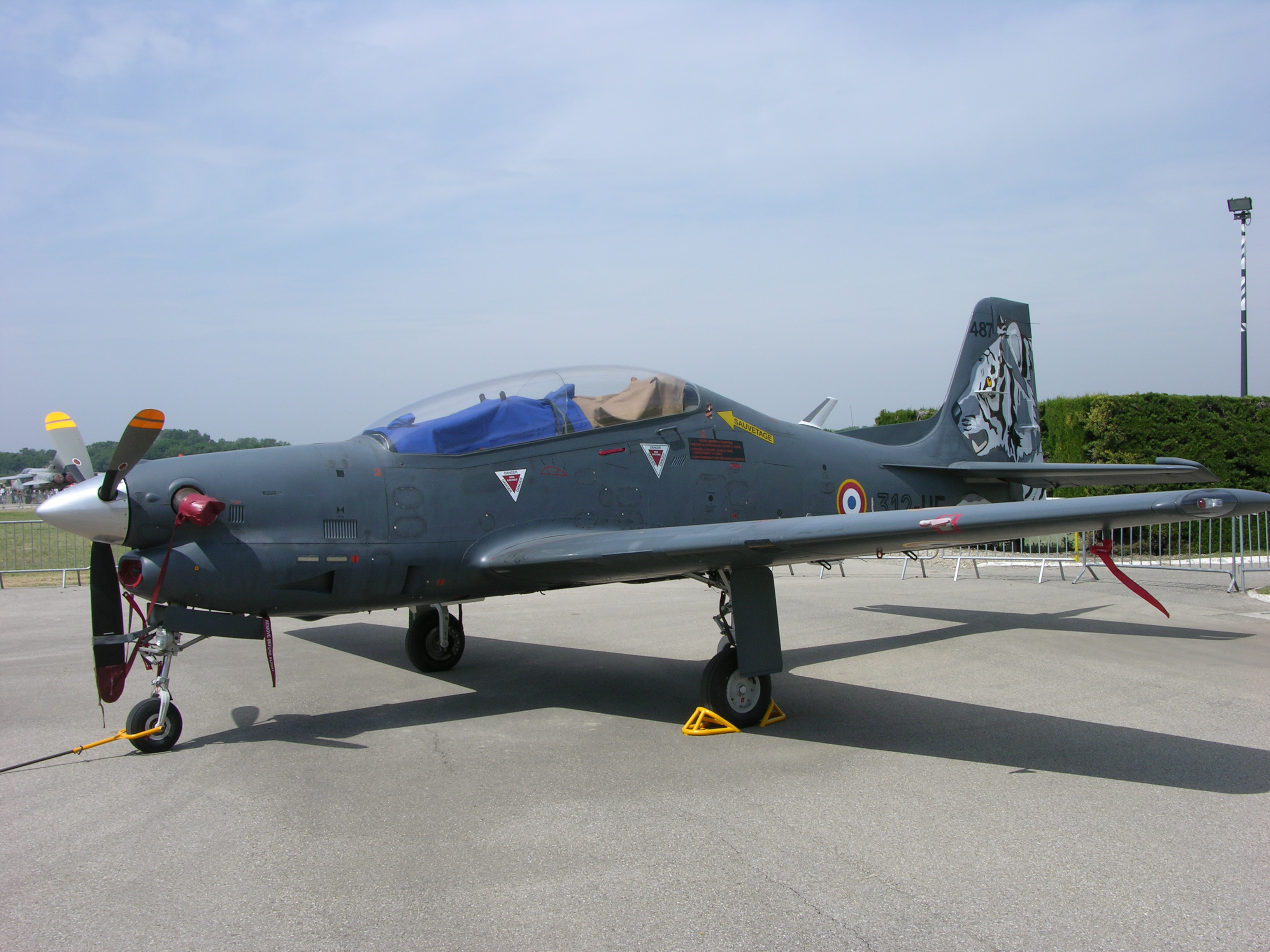
Embraer EMB 312 Tucano

- Morane-Saulnier M.S.225 – 56 w latach 1933—1940.
- Dewoitine D.510 – 286 w latach 1935—1940.
- Loire 46 – 60 w latach 1936—1940.
- Blériot-SPAD S.510 – 60 w latach 1936—1940.
- Potez 63 – 700 w latach 1938—1942.
- Morane-Saulnier MS.406 – 1000 w latach 1938—1948.
- Bloch MB.152 – 120 w latach 1939—1940.
- Koolhoven F.K.58 – 18 w latach 1939—1940.
- Curtiss Hawk 75A-1/H75-C1 – 416 w latach 1939—1942.
- Dewoitine D.520 – 351 w latach 1940—1953 (także treningowe).
- Arsenal VG 33 – 19 w 1940.
  - Wolna Francja: Supermarine Spitfire, Jak-3, Bell P-39 Airacobra, Curtiss P-40 Warhawk, Republic P-47 Thunderbolt.
- Republic P-47 Thunderbolt – 446 P-47D od 1943.
- de Havilland Mosquito – 114 po 1944.
- Gloster Meteor – 15 T7, 41 NF11, 4 NF-12 (ośrodek CEV) w latach 1948—1967.
- de Havilland Vampire (F.1/FB.5) – 123 od 1948.
- Sud-Est SE 535 Mistral (FB.53) – 250 od 1951.
- Republic F-84 Thunderjet – 354 od 1952 (z donacji USA).
- Dassault MD 450 Ouragan – 350 w latach 1952—1961 (za donacje USA).
- Dassault MD 454 Mystère IV – 223 w latach 1953—1985 (także treningowe).
- Dassault MD 452 Mystère II – 166 w latach 1954—1963.
- Republic F-84F Thunderstreak – 250 od 1955 (z donacji USA).
- North American F-86 Sabre (Fiat F-86K) – 62 od 1956.
- Dassault Super Mystère – 144 w latach 1956—1977.
- North American F-100 Super Sabre – 85 D i 15 F w latach 1958—1978 (z donacji USA).
- Dassault Mirage III – 410 w latach 1961—1999.
- Dassault Mirage 5 – 58 w latach 1972—1994.
- SEPECAT Jaguar – 200 w latach 1973—2005.
- Dassault Mirage F1 – 246 w latach 1973—2014.

Bombowce/rozpoznawcze
- Potez 540 – 192 w latach 1934—1940.
- Amiot 143 – 138 w latach 1935—1944.
- Bloch MB.200 – 208 w latach 1935—1940.
- Bloch MB.210 – 257 w latach 1936—1945.
- Bloch MB.131 – 141 w latach 1938—1940.
- Lioré & Olivier LeO 451 – 222 w latach 1938—1957.
- Breguet Bre.693 – 211 w latach 1939—1940.
- Bloch MB.174 – 84 w latach 1940—1944.
- Martin Maryland – 215 w 1940.
- Douglas DB-7 – 64 w 1940.
  - Wolna Francja: Bristol Blenheim, Martin B-26 Marauder.
- North American P-51 Mustang – 13 F-6C, F-6D w latach 1944—1952 (z donacji USA).
- Douglas SBD Dauntless (z donacji USA).
- Douglas A-26 Invader – 219 od 1951 (z donacji USA).
- English Electric Canberra – 6 od 1954 (dla testów).
- Republic RF-84F Thunderflash – 89 od 1955 (z donacji USA).
- Sud Aviation Vautour II – 112 w latach 1958—1979.
- Douglas A-1 Skyraider – 113 od 1960 (z donacji USA).
- Dassault Mirage IV – 62 w latach 1964—2005 (bombowce w 1996).
- Douglas DC-8 – 1 DC-8-53 w latach 1976—2001, 1 DC-8-72 1999—2004 (ELINT).

Transportowe/użytkowe
- Potez 29 – 120 w latach 1933—1940.
- Potez 650 – 15 w latach 1937—1940.
- Bloch MB.220 – 16 w 1940.
- Douglas C-47 Skytrain – 145 od 1944 (z donacji USA).
- Siebel Si 204/Nord NC-702 od 1945.
- Junkers Ju 52 (Amiot AAC 1 Toucan) od 1945.
- Sud-Ouest Bretagne – około 20 po 1945.
- Dassault MD 315 Flamant – 295 w latach 1949—1981.
- Nord Noratlas/N2501 – 208 w latach 1953—1989.
- Morane-Saulnier MS.760 – 72 w latach 1959—1997 (także treningowe).
- Sud Aviation Caravelle – 9 od 1962.
- Douglas DC-7 – 2 od 1963.
- Douglas DC-8 – 6 w latach 1966—2004.
- Breguet 941 – 4 w latach 1967—1974.
- Nord N 262D Frégate – 24 w latach 1967—2004 (także treningowe).
- Douglas DC-6 – 14 od 1967.
- Dassault Falcon 20C/E/F – 18 od 1967.
- Transall C-160 – 50 C-160F, 29 C-160NG (R po modernizacji) od 1967.
- Dassault Falcon 50 – 2+ Mystère 50 w latach 1979—2014.
- CASA C-212 – 9 od 1988.
- Airbus A319 CJ – 2 w latach 2002—2010.

Treningowe
- Hanriot H.230 – 35 w 1940.
- North American BT-9 – 111 w 1940.
- Lockheed T-33 Shooting Star – 222 w latach 1951—1985 (z donacji USA).
- North American T-6 Texan – 55 od 1952 (z donacji USA).
- Fouga CM.170 Magister – 397 w latach 1956—1985.
- North American T-28 Trojan – 150 od 1959 (T-28A dozbrojone jako Fennec do walki w Algierii).
- Jodel D.140 – od 1966.
- Dassault/Dornier Alpha Jet – 176 od 1979.
- Pilatus PC-7 – 5 od 1991.
- Embraer EMB 312 Tucano – 50 w latach 1993—2009.

Śmigłowce
- Aérospatiale Super Frelon
- Aérospatiale Alouette III – w latach 1972—2004.